# 韋克什馬鎮區 (密歇根州)
韋克什馬鎮區（英語：Wakeshma Township）是位於美國密歇根州卡拉馬祖縣的一個行政鎮區。

## 地方資料
韋克什馬鎮區的面積為93.30平方千米，當中陸地面積為93.30平方千米，而水域面積為0.00平方千米。根據2020年美國人口普查的數據，當地共有人口1341人，而人口密度為每平方千米14.37人。